# 阿尔泰林蛙
阿尔泰林蛙（学名：Rana altaica）为蛙科蛙属的两栖动物。在中国大陆，分布于新疆等地。该物种的模式产地在阿尔泰。